# Frédéric Gérard (botaniste)
Pour les articles homonymes, voir Gérard et Frédéric Gérard.
Frédéric Constantin Gérard (Paris, 21 décembre 1806 - Paris, 7 mars 1857) est un botaniste français, un des premiers penseurs de l'évolution.

## Biographie
Gérard a été influencé par les idées d'Étienne Geoffroy Saint-Hilaire et Jean-Baptiste Lamarck. Il a été rédacteur en chef du Dictionnaire universel d'histoire naturelle, publié en seize volumes de 1841 à 1849 sous la direction de Charles d'Orbigny, et publie dans Extraits du Dictionnaire universel d'histoire naturelle les articles auxquels il a contribué. En 1845, dans le Dictionnaire, il a inventé l'expression « théorie de l'évolution des êtres organisés ». Dans l'article « Dégénérescence », p. 847, il s'oppose à cette notion : les modifications organiques peuvent aussi être « un passage à une condition meilleure ».
L'historien des sciences de Goulven Laurent a fait valoir que Gérard a été le premier à proposer clairement une théorie scientifique de l'évolution (1844-1845), et qu'il a utilisé le terme évolution plutôt que de transformisme,. Par évolution, Gérard a fait référence à la transformation des espèces au cours du temps par la pression directe de l'évolution de l'environnement. Charles Darwin avait lu l'article « Géographie zoologique » de Gérard publié dans le Dictionnaire universel d'histoire naturelle en 1845 et paru en tiré à part la même année ; Gérard y écrit : « Si j'ai émis une idée qui semble paradoxale, celle de l'antériorité du Singe sur l'Homme, de son ordre de primogeniture, je n'ai pas entendu dire que l'Homme fût un Singe spontanément transformé ; c'est seulement, suivant moi, le chaînon qui, dans l'ordre d'évolution des Mammifères, rattache l'Homme aux groupes inférieurs ; et d'après les principes rigoureux de la loi d'évolution, la manifestation organique appelée Homme a nécessairement dû passer par le plus élevé des Quadrumanes, ce qui le relie à cet ordre, d'une manière étroite et indissoluble. ».
Dans Histoire naturelle drolatique et philosophique des Professeurs du Jardin des Plantes, des Aide-Naturalistes, Préparateurs, etc., attachés à cet Établissement, accompagnée d’épisodes scientifiques et pittoresques, il dresse en 1847 avec Bertrand Isidore Salles de Gosse un portrait au vitriol des scientifiques établis au Museum. Il s'attache tout au long de sa carrière de botaniste, qu'il mène en parallèle de sa profession de traducteur au ministère de la Guerre, à la vulgarisation de sa science. Scientifique passionné, il mène ses expériences sur les champignons vénéneux sur lui et ses enfants.
Il s'engage pleinement dans la Révolution de 1848, dans la commune de Montrouge, participant aux banquets populaire et créant et publiant Le Démocrate égalitaire avec Clair Adolphe Chardon. A l'arrivée au pouvoir de Napoléon III, il est accusé de complot et chassé de son travail au ministère. Il meurt en 1957.

## Publications (sélection)
- De la description en histoire naturelle, 1844.
- Extraits du Dictionnaire universel d'histoire naturelle, 1845.
- De la modification des formes dans les êtres organisés. Réponse à la note lue par M. d'Omalius d'Halloy à l'Académie de Bruxelles dans la séance du 15 mai 1846 sur la succession des êtres vivants, Bruxelles, 1846.
- « De la finalité : inconciliabilité  de cette doctrine avec la philosophie naturelle », dans Revue scientifique et industrielle du Dr Quesneville, juin 1847, vol. XXIX. p. 355-377.
- Nouvelle flore usuelle et médicale, ou Histoire et description de tous les végétaux utiles, tant indigènes qu'exotiques, avec leur application à la médecine et à l'horticulture, Paris, siège de l'Association des auteurs et artistes unis, 1853-1856, 6 vol.
- Études sur les champignons vénéneux. Moyen de les dépouiller de leur principe toxique et de les rendre comestibles, Paris, 1852.
- Du "Lycoperdon proteus", de ses propriétés anesthésiques, Paris : impr. de Prève, 1853, 4 p.